# Rio Otta
O rio Otta atravessa o vale Ottadal nos municípios de Skjåk, Lom, Vågå e Sel na Noruega.
O rio Otta começa no município Skjåk e desemboca do lago Vågåvatn. Saindo do Vågåvatn em Vågåmo, ele continua a sua viagem através do Ottadal deixando o município Vågå para cair no Gudbrandsdalslågen na cidade Otta no município de Sel.
A bacia hidrográfica do Otta drena uma área de 3.948 quilômetros quadrados.
O rio Otta é um local usado para a prática de rafting. A temporada de rafting começa em meados de maio e dura até o final de setembro.